# Toda-ryū
Toda-ryū (em japonês:  戸田・富田・外他流) é um estilo de kenjutsu criado por Toda Kurōemon Nagaie (em japonês:  富田九郎右衛門（九郎左衛門長家）) durante o período Muromachi.

## Origens
Existem muitas lendas e histórias acerca do fundador do estilo. Entretanto, sabe-se que este estilo é proveniente do estilo Chūjō-ryū (em japonês:  中条流).
Seus praticantes mais famosos foram Toda Gorōzaemon Seigen (em japonês:  富田五郎左衛門勢源) e Toda Echigo-no-Kami Shigemasa (em japonês:  富田越後守重政).
Este estilo foi o precursor do Ittō-ryū.

## Currículo do estilo
O estilo colocava uma ênfase muito grande no uso da kodachi (em japonês:  小太刀), até que Kanemaki Jisai introduziu o uso da chūdachi (em japonês:  中太刀).
Não se sabe atualmente como eram exatamente as técnicas do estilo.